# Santana (groupe)
Pour les articles homonymes, voir Santana.
 (janvier 2021).

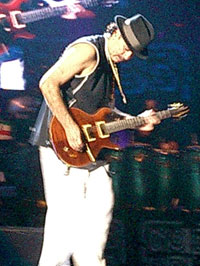
Carlos Santana 2003

Santana est un groupe américain de rock latino, originaire de San Francisco en Californie et constitué d'un nombre variable de musiciens entourant le guitariste Carlos Santana depuis la création de la formation en 1966. Comme Carlos Santana lui-même, il est réputé pour avoir popularisé le rock latino. Ces musiciens ont récoltés au total huit Grammy Awards et trois Latino Grammy Awards.

## Biographie
Le groupe est formé en 1966 à San Francisco sous le nom de Santana Blues Band. Les premiers membres sont Carlos Santana (guitare), Tom Fraser (guitare rythmique), Mike Carabello (percussions), Rod Harper précédé de Marcus Malone alias « The Magnificent » (batterie et percussions), Gus Rodriguez (guitare basse) et Gregg Rolie (chant et claviers). Mais la popularité du groupe, jusqu'ici cantonnée à la Baie de San-Francisco, explose de façon inattendue pour devenir mondiale après leur passage au Festival de Woodstock le 16 Août 1969, alors que leur premier disque ne doit pourtant sortir que le 30 du même mois. La prestation époustouflante du guitariste de 22 ans, en plus de l'impressionnant solo de son tout jeune et nouveau batteur Mike Schrieve, seront immortalisés dans le film de Michael Wadleigh sorti en 1970. Ce passage sur la scène de Woodstock changera à jamais l'avenir de Carlos Santana et de son groupe éponyme. Les années suivantes les membres du groupe changent fréquemment pour des raisons diverses. De 1971 à 1972 Santana se sépare brièvement du groupe.
Santana chante rarement lui-même ses chansons et pour ses récents succès, il est généralement accompagné par un chanteur invité plutôt que par un membre du groupe.
En 1998, le groupe est introduit au Rock and Roll Hall of Fame par le biais de Carlos Santana, Jose Chepito Areas, David Brown, Mike Carabello, Gregg Rolie et Michael Shrieve.

## Anciens membres
| Chant | Claviers | Guitares |
| --- | --- | --- |
| - Victor Lasic : depuis 2010 - Curtis Salgado : 1995 - Ifrab Musflyleng : 1995 - Vorriece Cooper : 1993 - Tony Lindsay : 1991 et depuis 1995 - Buddy Miles : 1986-87 - Alex Ligertwood : 1979-83, 1984-85, 1987, 1989-91, 1992-94 - Luther Rabb : 1976 - Joel Badie : 1976 - Greg Walker : 1975-76, 1976-79, 1983-85 - Evan Thur : 1974-75 - Leon Patillo : 1973-1975 - Leon Thomas : 1973 | - Lawrence Rogers : 1994-98 - Sterling Crew : 1986 - Chester D. Thompson (Tower of Power) : depuis 1983 - Richard Baker : 1980-82 - Alan Pasqua : 1979-80 - Chris Rhyne : 1978-79 - Leon Patillo : 1973-79 - Tom Coster : 1972-78, 83, 86 - Richard Kermode : 1972-73 - Gregg Rolie : 1966-72 | - Alec Evans : 1997-99 - Jorge Santana : 1993-96 - Alex Ligertwood : 1979-83, 1984-85, 1987, 1989-91, 1992-94 - Chris Solberg : 1978-80 - Doug Rodrigues : 1972-73 - Neal Schon : 1971-72 - Tom Frazier : 1967-70 |
| Basse | Batterie | Percussions |
| - Benny Rietveld : 1990-92, depuis 1997 - Christopher A. Scott : 2002-05 - Myron Dove (Basse Piccolo) : 1992-96, 2003-05 - Alphonso Johnson : 1985-89, 1992 - Keith Jones : 1983-84, 1989 - David Margen : 1977-82 - Pablo Telez : 1976-77 - Byron Miller : 1976 - Doug Rauch : 1972-74 - Tom Rutley : 1971-72 - Gus Rodriguez : 1966-67 - David Brown : 1966-71, 1974-76                  | - Cindy Blackman : depuis 2015 - José "Pepe" Jimenez : 2014-15 - Dennis Chambers : 2002-13 - Horacio "El Negro" Hernandez : 1997 - Ricky Wellman : 1997 - Tommie Bradford : 1994 - Rodney Holmes : 1993-94, 1997-2000 - Billy Johnson : 1991, 1994, 2000-01 - Walfredo Reyes : 1989-91, 1992-93 - Chester C. Thompson : 1984 - Gaylord Birch : 1976, 1991 - Graham Lear : 1976-83, 1985-87 - Leon 'Ndugu' Chancler : 1974-76, 1988 - Michael Shrieve : 1969-74, 1988, 2016 - Buddy Miles : 1970-72 - Bob Livingston : 1967-69 - Rod Harper : 1966-67 | - Paoli Mejias : depuis 2013 - Karl Perazzo (timbales) : depuis 1991 - Orestes Vilató (timbales) : 1980-87 - Raul Rekow (congas, percussions) : depuis 1976 - Armando Peraza (congas, bongos) : 1972-76, 1977-90 - James "Mingo" Lewis (congas) : 1972-72 - Pete Escovedo (timbales) : 1971, 1977-79 - Coke Escovedo (timbales) : 1971-72 - Rico Reyes (timbales) : 1971-72 - Victor Pantoja (timbales) : 1971 - José "Chepito" Areas (timbales) : 1969-77, 1988-89 - Francisco Aguabella (congas) : 1969-71 - Marcus Malone (congas) : 1967-69 - Mike Carabello (congas) : 1966-67, 1969-71 |
| Cuivres et flûtes | | |
| - Alex Jackaman : Trompette -1993 - Oran Coltrane : Saxophone - 1992 - Russell Tubbs : Flûte - 1978 - Jules Broussard : Saxophone - 1974-75 | | |

## Discographie
Albums studio et live

### Albums studio
- 1969 : Santana
- 1970 : Abraxas
- 1971 : Santana III
- 1972 : Caravanserai
- 1973 : Welcome
- 1974 : Borboletta
- 1976 : Amigos
- 1977 : Festival
- 1977 : Moonflower (Live/Studio)
- 1978 : Inner Secrets
- 1979 : Marathon
- 1981 : Zebop!
- 1982 : Shangó
- 1985 : Beyond Appearances
- 1987 : Freedom
- 1990 : Spirits Dancing in the Flesh
- 1992 : Milagro
- 1999 : Supernatural
- 2002 : Shaman
- 2005 : All That I Am
- 2010 : Guitar Heaven: The Greatest Guitar Classics of All Time
- 2012 : Shape Shifter
- 2014 : Corazón
- 2016 : Santana IV
- 2019 : In Search of Mona Lisa
- 2019 : Africa Speaks
- 2021 : Blessings and Miracles

### Albums live
- 1972 : Carlos Santana & Buddy Miles! Live!
- 1974 : Lotus
- 1977 : Moonflower (Live/Studio)
- 1988 : Viva Santana ! (Live/Studio)
- 1993 : Sacred Fire: Live in South America
- 1997 : Live at the Fillmore 1968
- 2007 : The Very Best of Santana Live
- 2009 : The Woodstock Experience
- 2014 : Corazón – Live from Mexico: Live It to Believe It
- 2016 : Santana IV: Live at the House of Blues, Las Vegas

### Compilations
- 1974 : Santana's Greatest Hits
- 1978 : 25 Hits
- 1986 : Viva Santana! - contient des pièces live et des inédits studio
- 1991 : The Best Of Santana Vol 1 - 2 CD
- 1992 : The Definitive Collection
- 1993 : Santana Jam
- 1995 : Dance of the rainbow serpent - 3 CD
- 1995 : Love songs
- 1996 : Between Good And Evil
- 1996 : MCMLXVIII
- 1997 : The Best Instrumentals Vol 1
- 1999 : The Best Instrumentals Vol 2
- 2000 : The Ultimate Collection - 2 CD
- 2000 : The Best Of Santana Vol 2 - 2 CD
- 2002 : The Essential Santana - 2 CD
- 2003 : The Birth Of Santana: The Complete Early Years - Coffret 3 CD contient San Mateo Sessions Vol 1 & 2 + Fillmore Live.
- 2003 : Ceremony: Remixes & Rarities
- 2004 : Santana: The Ultimate Collection - Coffret 3 CD.
- 2007 : Ultimate Santana
- 2008 : Multi-Dimensional Warrior - 2 CD
- 2011 : Original Album Classics - Coffret 3 CD contient Havana Moon, Beyond Appearances & Spirits Dancing In The Flesh.

### Singles
Singles classés dans les quarante premiers (Billboard, U.S.)
- 1970 : Evil Ways - #9
- 1971 : Oye cómo va - #13
- 1971 : Everybody's Everything - #12
- 1971 : Black Magic Woman - #4
- 1972 : No One to Depend On - #36
- 1977 : She's Not There - #27
- 1979 : You Know That I Love You - #35
- 1979 : Stormy - #32
- 1981 : Winning - #17
- 1982 : Hold On - #15
- 1994 : Esperando
- 1999 : Smooth - #1
- 2000 : Maria Maria - #1
- 2002 : The Game Of Love - #5
- 2003 : Why Don't You & I - #8
- 2007 : Into the Night - #26